# 丸井清泰
丸井 清泰（まるい きよやす、1886年（明治19年）3月10日 - 1953年（昭和28年）8月19日）は、日本の医学者、精神科学者。専門は精神分析学。元東北帝国大学医学部精神病学講座教授。弘前大学初代学長。医学博士。理学博士。東北大学名誉教授。
日本における精神分析学黎明期に活躍した人物である。アメリカでアドルフ・マイヤー教授に師事し、日本にひろく精神分析を紹介した。帰国後東北帝国大学にて精神分析学講義を始めた。またその精神分析的研究発表を巡っては森田正馬、下田光造らと激しい論争を繰り広げた。弟子に古沢平作、山村道雄、懸田克躬らがいる。

## 略歴
兵庫県人・丸井清太郎の7男として神戸市に生まれる。第四高等学校を経て、1913年、東京帝国大学医科大学を卒業し、青山胤通の東大青山内科に入った。東北帝国大学医学専門部の精神病学担当教授に青山が指名した馬場辰二（のち松方正義・吉田茂の主治医）がそれを断ったため代わりに選ばれ、東京府巣鴨病院で研修ののち1915年に東北帝国大学医学専門部講師となる。
1916年、東北帝国大学医科大学助教授に任じ欧米各国に留学し、アドルフ・マイヤーのもとで脳組織学を研究する。1919年、同大学教授に任じ医学部に勤務した。同年医学博士の学位を授与された。
1921年、兄・平次郎方より分かれて一家を創立した。1933年、欧州各国に出張を命ぜられた。同年、新説により当時異端視されていた古生物学研究者で東北帝大教授の松本彦七郎について診察なしで「偏執病」との診断書を書き、これを拠り所に松本は休職を命じられた。
1948年、東北大学名誉教授、弘前医科大学長、1949年、弘前大学長。

## 人物
精神分析学説を取り入れた丸井の講義や治療は森田正馬から激しく批判され、論争となった。
1949年8月におきた弘前大学教授夫人殺人事件の被疑者の精神鑑定を行ない、「心理学的に真犯人であると確信する」とした精神鑑定書を提出した（被疑者は有罪となったが、出所後の1971年に真犯人が名乗り出て再審無罪となった）。
趣味は野球、音楽。住所は宮城県仙台市北六番丁。兵庫県在籍。

## 年譜
- 1886年 - 兵庫県に生まれる
- 1913年 - 東京帝国大学医科大学卒業[1]
- 1915年 - 東北帝国大学医学専門部講師
- 1916年 - ジョンズ・ホプキンス大学留学（アドルフ・マイヤー教授に師事）
- 1919年 - 東北帝国大学医学部精神病学講座教授
- 1932年 - 『東北帝大精神病学教室業報』発行始める（-1943年）
- 1933年 - ジークムント・フロイトに面会し、後に国際精神分析協会日本仙台支部設立
- 1944年 - 青森医学専門学校校長兼任（青森医学専門学校精神科教授）
- 1947年 - 理学博士（東北帝国大学）[6]。東北帝大教授退官
- 1948年 - 弘前医科大学学長就任
- 1949年 - 弘前大学教授夫人殺人事件精神鑑定
- 1953年 - 死去（満67歳）[5]

## 家族・親族
丸井家
- 父・清太郎（兵庫県人）[1]
- 兄・平次郎[1]
- 妻・茂尾（1896年 - ?、大阪、川瀬善平の二女）[1][4]
- 二女（1924年 - ?）[1]
- 三女（1928年 - ?）[1][8]
- 養子[4]

## 著書
- 『小児期精神ノ衛生ト精神分析学』克誠堂書店 1925
- 『精神分析療法 前篇 (輓近神経官能症学総論)』克誠堂書店 1928
- 『季節と精神変調』臨牀医学講座 金原商店 1936
- 『精神病学』金原商店 1936
- 『精神分析療法 後編 (輓近神経症学各論)』克誠堂 1938
- 『臨牀医学講座 第138輯 持続睡眠療法に就て 持続睡眠療法に就て』金原商店 1939
- 『精神病の話』生活科学新書 羽田書店 1946
- 『精神分析学 その起源と発達』医家叢書 医学書院 1951

### 翻訳
- フロイド 『日常生活の異常心理 下巻』 アルス 1930年
- フロイド『日常生活に於ける精神病理』岩波文庫、1941年。ISBN 9784003364215。
- フロイド選集1-2 『精神分析学入門 上下』日本教文社 1952 - 1953年

## 論文
- 「精神ノ発達 (宿題報告)」 『神経学雑誌』 第30巻 6号 1929
- 「精神分析学」 『岩波講座教育科学・第3冊』 岩波書店 1931
- 「ヒステリー性黒内障の一例に於ける精神分析学的研究」 『東北帝国大学医学部精神病学教室業報』 第1巻 1932
- 「佐藤幸治氏『精神分析学の根本特徴の二三-並びに丸井清泰教授等の学説批判』を読みて」 『心理学研究』 第8巻 1933
- "The process of introjection in melancholia", The International Journal of Psychoanalysis, Vol. 16, 1935
- 「精神分析学的性格学」 『現代心理学 4. 性格心理学』 河出書房 1942

## 関連人物
- ジークムント・フロイト
- 森田正馬
- 下田光造
- 古沢平作
- 山村道雄
- 懸田克躬